# Tropa de Elite
Tropa de Elite ('elite-eenheid') is een Braziliaanse misdaadfilm uit 2007 onder regie van José Padilha. Het verhaal hieruit is gebaseerd op dat uit het boek Elite da Tropa van socioloog Luiz Eduardo Soares, Rodrigo Pimentel en André Batista. De film won dertig internationale, voornamelijk Zuid-Amerikaanse prijzen, maar ook de Gouden Beer op het Filmfestival van Berlijn 2008.
Voorafgaand aan de film komt er een citaat van sociaal-psycholoog Stanley Milgram in beeld, waarin gesteld wordt het gedrag van een mens niet wordt bepaald door zijn aard, maar door zijn omgeving.

## Verhaal
In de favela's van Rio de Janeiro maken de drugsbazen de dienst uit. Sommige wijken gaan zelfs de meeste politieagenten niet in. In plaats daarvan laten zij zich afkopen, met als excuus dat er zo aan beide kanten onnodig bloedvergieten wordt voorkomen. De agenten die zich niet om laten kopen, zijn hun leven geen dag zeker en zwaar in de minderheid. Wanneer het toch tot - zwaarbewapende - confrontaties komt tussen de politie en de drugsbendes, kunnen de wetshandhavers dit doorgaans niet aan. Op dat soort momenten kunnen zij de hulp inroepen van het speciale elite-team BOPE om hen te komen helpen en dat gebeurt vrijwel dagelijks. De BOPE-leden zijn keihard en schuwen geen vorm van geweld om tot de gewenste resultaten te komen. Op agressors wordt met scherp geschoten en om aan informatie te komen waarmee kopstukken kunnen worden opgespoord, is marteling toegestaan. De loopjongens van de grote criminelen worden door de knieën geschoten, tot bloedens toe geslagen en tot het randje van verstikking gebracht met een plastic zak over hun hoofd. Net zo lang tot ze vertellen wat de BOPE van hen wil weten. Een BOPE-agent mag geen enkele vorm van crimineel gedrag oogluikend ook maar wíllen toestaan en zelf brandschoon zijn en blijven.
Roberto Nascimento is al jaren commandant van het Alpha-team van de BOPE. Hij doet dit uit volle overtuiging, maar weet dat hij en zijn makkers van de BOPE zo'n beetje de enige totaal niet-corrupte wetshandhavers van de stad zijn. Zijn eigen situatie is bovendien kortgeleden veranderd, omdat zijn vrouw zwanger is en hij op het punt staat vader te worden. Hij wil niet dat zijn kind zonder vader opgroeit. Daarnaast is het verdriet van de nabestaanden van alle kinderen die hij in zijn tijd een gewelddadige dood zag sterven meer en meer aan Nascimento gaan knagen. Voor sommige van die doden is de BOPE zelf indirect verantwoordelijk. Loopjongens die zij met hun methoden aan het praten krijgen, worden doorgaans door hun criminele meerderen geliquideerd als verraders. Nascimento loopt inmiddels bij tijd en wijle tegen de muren omhoog van de stress, zit aan de kalmeringspillen en wil op korte termijn stoppen als BOPE-agent. Hij moet niettemin eerst een geschikte opvolger vinden voor zichzelf. Vanwege de grootschalige corruptie binnen het politiekorps valt hem dit niet mee. Met de opkomst van André Matias en Neto Gouveia binnen het politiekorps, krijgt hij er vertrouwen in dat een van hun twee de man zou kunnen zijn die hij zoekt. Vooralsnog vindt Nascimento alleen dat Matias nog te veel nadenkt en Neto daarentegen juist te weinig. Ook moeten ze het zware, vernederende BOPE-trainingskamp doorstaan en daar slaagt 95 van de 100 mannen die daarvoor worden geselecteerd doorgaans niet in.
Nascimento krijgt de kans om te zien hoe Matias en Neto zich houden onder grote druk wanneer er een bezoek van de Paus aan Rio de Janeiro wordt aangekondigd. Het is goed mogelijk om hem in een veilig gebied te laten verblijven, maar het hoofd van de Katholieke Kerk staat erop om bij een aartsbisschop te logeren die nabij de krottenwijk Turano woont. Het is aan de BOPE om voorbereidingen te treffen die ervoor moeten zorgen dat de Paus veilig het gebied kan bezoeken. Drugsbaas Baianao maakt daar de dienst uit en schuwt niet om politie-agenten te vermoorden die zich in zijn territorium wagen.

## Rolverdeling
- Wagner Moura: Kapitein Roberto Nascimento
- Caio Junqueira: Neto Gouveia
- André Ramiro: André Matias
- Maria Ribeiro: Rosane
- Fernanda Machado: Maria
- Fernanda de Freitas: Roberta Alunde
- Paulo Vilela: Edu
- Milhem Cortaz: Kapitein Fábio
- Marcelo Valle: Kapitein Oliveira
- Fábio Lago: Baiano